# Festival di Napoli 1962
Il decimo festival della canzone napoletana si tenne a Napoli dal 13 al 15 luglio 1962.

## Classifica, canzoni e cantanti
| Posizione | Canzone                                                 | Autori                                                                  | Artista                                                               | Voti  |
| 1.        | Marechiaro Marechiaro                                   | (R. e M. Murolo e Forlani)                                              | Sergio Bruni - Gloria Christian                                       | 70    |
| 2.        | Pulecenella Twist Serenata malandrina/Serenata ruffiana | (testo di Nisa; musica di Walter Malgoni) (Aurelio Fierro e E. Alfieri) | Aurelio Fierro - Gloria Christian Aurelio Fierro - Giacomo Rondinella | 66    |
| 4. 5.     | Nuttata 'e luna Durmì                                   | (D. Pirozzi) (V. De Crescenzo e S. Bruni)                               | Mario Abbate - Cocky Mazzetti Sergio Bruni - Claudio Villa            | 62 61 |
| 6.        | Mandulino 'e Santa Lucia                                | (V. De Crescenzo e L. Ricciardi)                                        | Mario Abbate - Giacomo Rondinella                                     | 60    |
| 7.        | Grazie, ammore mio                                      | (De Mura e Gigante)                                                     | Sergio Bruni - Gloria Christian                                       | 57    |
| 7.        | 'O destino                                              | (G. Marotta e E. Buonafede)                                             | Maria Paris - Luciano Tajoli                                          | 57    |
| 9.        | Luna mia                                                | (Esposito e Garri)                                                      | Nunzio Gallo - Claudio Villa                                          | 55    |
| 10.       | 'O scarpariello                                         | (F. Maresca e M. Pagano)                                                | Maria Paris - Claudio Villa                                           | 51    |
| 11.       | 'Nterr'arena                                            | (Zanfagna e Nunzio Gallo)                                               | Nunzio Gallo - Luciano Tajoli                                         | 49    |
| 12.       | 'Mbriacateve cu me                                      | (S. Palomba e Mattozzi)                                                 | Fausto Cigliano - Nunzio Gallo                                        | 48    |

### Non finaliste
| Canzone              | Autori                      | Artista                          |
| Chin' 'e fuoco       | (E. Bonagura/Recco)         | Cocky Mazzetti - Gegè Di Giacomo |
| Fermate              | (M. Ainzara/D. Olivieri)    | Lucia Altieri - Rosalie Savini   |
| Sinceramente         | (R. Dura/A. Romeo)          | Maria Paris - Enzo Jannace       |
| Stasera nun si' tu   | (V. Annona e V. Acampora)   | Luciano Lualdi - Nando Prato     |
| Grazie               | (R. Fiore/A. Vian)          | Mario Abbate - Lucia Altieri     |
| 'O monumento         | (Pisano, Colosimo e Ruocco) | Carla Boni - Gegè Di Giacomo     |
| Tu staje sempe cu me | (A. Pugliese/E. Morricone)  | Lucia Altieri - Claudio Villa    |
| Paese 'e cartulina   | (Gaiano/L. Cioffi)          | Carla Boni - Cocky Mazzetti      |

## Orchestra
Diretta dai maestri: Eduardo Alfieri, Gino Conte, Carlo Esposito, Marcello De Martino, Luciano Maraviglia, Gino Mescoli, Mario Migliardi, Piero Soffici e Luigi Vinci.

## Organizzazione
Dell'Ente per la Canzone Napoletana